# Exéquias
Exéquias foi um antigo pintor grego de vasos e cerâmica, que viveu aproximadamente entre 545 a.C e 530 a.C em Atenas. A cerâmica foi exportada para outras regiões, tais como a Etrúria. Exéquias trabalhou basicamente com a cerâmica preta (figuras negras). Seu estilo é reconhecível de imediato e bastante realista. Ele foi o maior pintor de Atenas. Exéquias estava mais interessado na pintura de grandes momentos da vida do que em figuras mitológicas.